# Xavier Malisse
Xavier Malisse, född 19 juli 1980 i Kortrijk, är en belgisk tennisspelare. Xavier bor för närvarande i Sarasota, Florida, USA.

## Titlar
Malisse har vunnit tre stycken singeltitlar och fyra stycken dubbeltitlar på ATP-touren. I dubbel vann han 2004 Grand Slam-tävlingen Franska Öppna tillsammans med Olivier Rochus

### Singeltitlar (3)
- 2005 - Delray Beach
- 2007 - Madras, Delray Beach

### Dubbeltitlar (4)
- 2004 - Franska Öppna
- 2005 - Adelaide
- 2007 - Delray Beach, Madras

## Grand Slam-resultat (Singel)
| Turnering       | 1999 | 2000 | 2001 | 2002 | 2003 | 2004 | 2005 | 2006 | 2007 | 2008 | 2009 |
| --------------- | ---- | ---- | ---- | ---- | ---- | ---- | ---- | ---- | ---- | ---- | ---- |
| Australian Open | -    | -    | -    | 2R   | 3R   | 1R   | 1R   | 2R   | 1R   | 1R   | 2R   |
| Franska öppna   | 1R   | -    | 3R   | 4R   | 3R   | 4R   | 2R   | 1R   | -    | -    |      |
| Wimbledon       | 1R   | -    | 2R   | SF   | 1R   | 4R   | 2R   | 2R   | 2R   | 2R   |      |
| US Open         | 3R   | 2R   | 4R   | 3R   | 4R   | 1R   | 4R   | 3R   | 2R   | -    |      |